# 몽골 풋살 국가대표팀
몽골 풋살 국가대표팀은 몽골을 대표하는 풋살 국가대표팀이다.